# 建陽
建陽（けんよう、건양、コニャン）は、李氏朝鮮で用いられた元号。それまでの太陰太陽暦に基づく開国504年11月17日（西暦1896年1月1日）をもってグレゴリオ暦を採用し、同時に建陽の元号を建てて建陽元年1月1日とした。
建陽元号は1897年8月14日に光武に改元されるまで使用された。

## 西暦・干支との対照表
| 建陽 | 元年   | 2年    |
| 西暦 | 1896年 | 1897年 |
| 干支 | 丙申   | 丁酉   |
| 清   | 光緒22 | 光緒23 |
| 日本 | 明治29 | 明治30 |